# Erika Wendt
Erika Wendt, geborene Schwarze, (* 1917 in Stralsund; † 9. April 2003 in Stockholm) war eine deutsche Sekretärin und Spionin für Schweden gegen Deutschland während des Zweiten Weltkrieges.

## Leben
Erika Wendt wuchs in Schlawe (heute Sławno in Polen) auf, wo ihr Vater Redakteur der Lokalzeitung war, bis diese von den Nazis geschlossen wurde. Sie studierte Schwedisch in Greifswald und wurde anschließend von der deutschen Abwehr rekrutiert.
Wendt arbeitete ab Januar 1942 in Schweden als Sekretärin für Hans Wagner, den Leiter der Abwehr in Stockholm. Sie wurde von Helmuth Ternberg für den schwedischen Geheimdienst (C-Büro) rekrutiert und beschaffte Informationen über Gestapo-Agenten in Schweden. Des Weiteren hatte sie 1943 einen neuen deutschen Verschlüsselungscode und ein Kryptosystem für den schwedischen Geheimdienst ausspioniert.
Nachdem Wendt befohlen worden war nach Deutschland zurückzukehren, griff der schwedische Geheimdienst ein und gab ihr eine neue Identität; durch diese Maßnahme wurde Wendt vor der Hinrichtung bewahrt.
In ihren Memoiren „Kodnamn Onkel“ (erschienen auf Schwedisch) schildert Wendt ihre Arbeit als Spionin. Nach dem Krieg arbeitete sie in Schweden als Übersetzerin unter dem Namen Ellen Bergh. Wendt wurde 1992 in Schweden für ihre Dienste während des Zweiten Weltkriegs mit einer Medaille ausgezeichnet.